# Ère Jōgan
L'ère Jōgan (貞観) est une des ères du Japon (年号, nengō, lit. « nom de l'année ») après l'ère Tennan et avant l'ère Gangyō. Cette ère couvre la période allant du mois d'avril 859 jusqu'au mois d'avril 877. Les deux empereurs régnants sont Seiwa (清和天皇) et Yōzei (陽成天皇).

## Changement d'ère
- 7 février 859 Jōgan gannen (貞観元年?) : Le nom de la nouvelle ère est créé pour marquer un événement ou une série d'événements. L'ère précédente se termine là où commence la nouvelle, en Ten'an 3, le 25e jour du 4e mois de 859[3].

## Événements de l'ère Jōgan
- 859 (Jōgan 1,1re mois) : Toutes les festivités du Nouvel An sont suspendues à cause de la période de deuil national décidée pour la mort de l'empereur Montoku[4].
- 864 (Jōgan 6, 5e mois) : Le mont Fuji est en éruption pendant 10 jours et éjecte de son sommet une immense quantité de scories et de cendres qui retombent sur terre aussi loin que l'océan dans la baie d'Edo. Il y a de nombreuses victimes et beaucoup de foyers sont détruits. L'éruption a commencé du côté du Fuji-san le plus proche du mont Asama, projetant cendres et scories aussi loin que dans la province de Kai[5].
- 869 (Jōgan 10) : Naissance de Yōzei qui est déclaré héritier de Seiwa l'année suivante[6].
- 9 juillet 869 (26 mai, Jōgan 11). Le séisme de Sanriku de 869 et le tsunami qui s'ensuit dévastent une grande partie de la côte de Sanriku près de Sendai.
- 876 (Jōgan 17, 11e mois) : Durant la 18e année du règne de l'empereur Seiwa (清和天皇18年), celui-ci cède son trône à son fils de cinq ans, ce qui signifie que le jeune garçon reçoit la succession (senso).Peu après, l'empereur Yōzei accède formellement au trône (sokui)[7].